# Naoki Hatta
Naoki Hatta (八田 直樹 Hatta Naoki?, Ise, 24 de junio de 1986) es un exfutbolista japonés que jugaba como guardameta.

## Trayectoria

### Clubes
| Club         | País  | Año       |
| ------------ | ----- | --------- |
| Júbilo Iwata | Japón | 2005-2023 |

## Palmarés

### Títulos nacionales
| Título         | Club         | País  | Año  |
| -------------- | ------------ | ----- | ---- |
| Copa J. League | Júbilo Iwata | Japón | 2010 |